# Setge de l'Església de la Nativitat
El Setge de l'Església de la Nativitat, (Betlem, Cisjordània), va durar del 2 d'abril al 10 de maig de 2002 (durant la segona intifada). Com a part de l'Operation Defensive Shield, les Forces de Defensa d'Israel van ocupar Betlem i van intentar capturar sospitosos militants palestins. Dotzenes d'ells van refugiar a l'Església de la Nativitat i van demanar asil.
A part d'aquests, hi havia uns 200 monjos residents al convent i altres palestins que havien arribat al lloc per diferents motius. Fonts israelianes van declarar que els monjos i resta de gent civil havien estat segrestats com hostatges pels pistolers, mentre que l'Orde Franciscana va mantenir que no s'havien pres ostatges, Després de 39 dies, es va arribar a un acord, pel que es va deixar tornar als militants palestins a Israel d'on van ser enviats a l'exili a Europa i a la Franja de Gaza.

## Forces participants
Pel costat palestí, hi va haver 300 palestins, armats amb kalashnikov i 16 rifles. Els israelians van mobilitzar 3.000 soldats, 200 tancs i 30 avions de combat.

## Esdeveniments
Les forces israelianes van començar la seva incursió a la ciutat de Betlem, igual que a la resta de ciutats palestines, i es van desencadenar enfrontaments entre militants palestins i les forces israelianes als afores de Betlem. La mateixa nit, els pistolers palestins van fugir i es van fortificar a l'interior de l'Església de la Nativitat; les forces israelianes van mantenir el setge de l'església durant 40 dies.
Després de les negociacions per part del costat israelià amb organitzacions internacionals, la Unió Europea i l'Autoritat Palestina, els militants palestins van ser retirats de Cisjordània alguns cap a la Franja de Gaza i altres cap a diferents països europeus. El nombre de víctimes pel costat israelià: 2 soldats morts i 7 ferits, mentre que el costat palestí va haver-hi 8 morts i 14 ferits.